# بخش‌های فرانسه

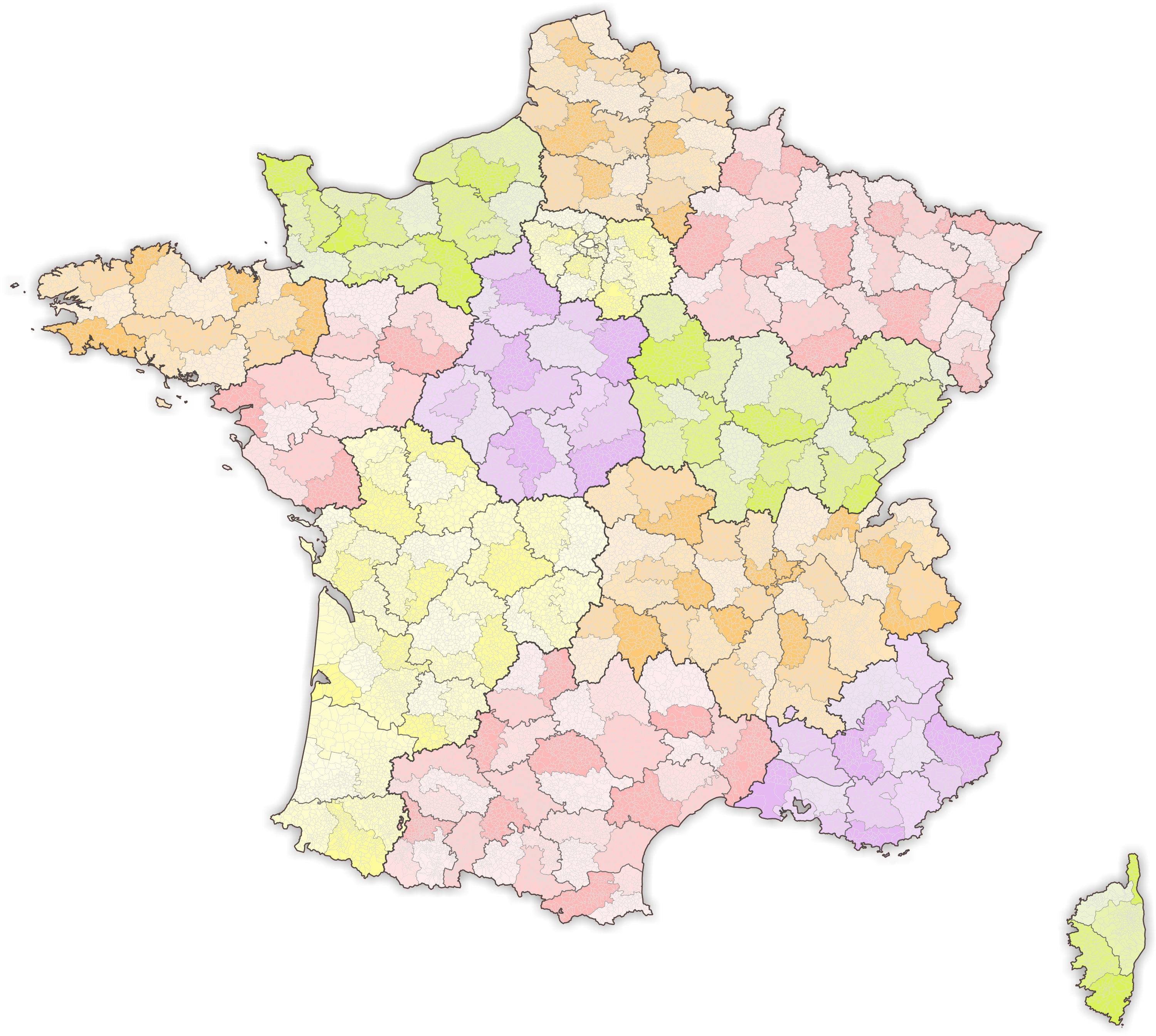
بخش های فرانسه

بخش (به فرانسوی: Arrondissement) یکی از تقسیمات کشوری در فرانسه است. هر یک از شهرستان‌های فرانسه (به فرانسوی: Département) به چند بخش، تقسیم‌بندی شده‌است.
بخشدارهایی که بخش آن‌ها عضو شهرستان نیستند توسط معاون فرماندار انتخاب می‌شود.
در ژانویه سال ۲۰۱۶ میلادی و مطابق با آخرین تقسیم‌بندی‌ کشوری، ۱۰۱ شهرستان‌ فرانسه در مجموع به ۳۳۴ بخش، تقسیم‌بندی شد.